# 공정한 재판을 받을 권리
공정한 재판을 받을 권리(Right to a fair trial)에 관한 내용이다.
공정한 재판(fair trial)이란 "공평하고 정당하며 절차적 규칙을 준수하여 공정한 판사에 의해 진행되는" 재판을 의미한다. 공정한 재판과 관련된 다양한 권리는 세계 인권 선언 제10조, 미국 헌법 수정조항 제4조, 제5조, 제6조, 제7조, 제14조, 그리고 유럽인권협약 제6조를 비롯하여 전 세계의 수많은 헌법과 선언에 명시되어 있다. 공정한 재판이 아닌 것을 정의하는 구속력 있는 국제법은 없다. 예를 들어, 배심 재판을 받을 권리와 기타 중요한 절차는 국가마다 다르다.

## 같이 보기
- 재판을 받을 권리
- 재판지 전환
- 네 가지 자유
- 법률 개혁
- 사법심사